# 新四大发明
新四大发明，是中国大陆的新聞媒體在2018年以前反复政治宣传的一个概念，主要是指高速铁路（简称高铁）、网购、移动支付、共享单车。當中有各大學研究所六百多項重要專利，致專業改善系統運作。然而，英國媒體BBC News及其中文網撰文報導稱：“新四大发明”并非中国大陸所发明，部分數十年前已有類似產物，中国只是对这四种技术吸收和应用方面超过了其他地区。2018年美国封杀中兴事件之后，这个概念已经甚少提起，并遭到中国政府体制内和社会人士批判，腾讯创始人之一马化腾称：“这些都是表面的辉煌，仿佛海滩上建楼，一推就倒”。

## 高铁
高铁是高速铁路的简称，国际定义为运营速度不小于200公里/小时的客运专线铁路。世界上首条投入商业运作的高速铁路是日本的東海道新幹線，于1964年东京奥运前夕正式运营。第一代新干线列车0系主要由川崎重工業建造，行驶在东京－名古屋－京都－新大阪的東海道新幹線，运营速度大约是每小时210公里。1981年，TGV巴黎至里昂線路開通，最高時速260公里/小時，是歐洲真正意義上的首條高速鐵路，隨後英、德、義、西等國也發展了高速鐵路，如ICE列車等。歐洲之星於1994年開通，通過英吉利海峽隧道首次實現倫敦–巴黎/布魯塞爾的高速列車直達。
在中国大陆，高铁指新建设计开行250公里/小时（含预留）及以上动车组列车，初期运营速度不小于200公里/小时的客运专线铁路。2008年，中国第一条高速铁路專用線路京津城际铁路开通运营，最初採用中國中車引進德國ICE3技術製造的CRH3型列車營運。还分別從加拿大龐巴迪公司、日本川崎重工業、法國阿爾斯通引進技術制造了CRH1、CRH2、CRH5等車型。截至2018年，中国拥有世界上规模最大的高铁网络，同時中國大陸因為國土幅員遼闊，各種氣候環境與地質皆有高鐵需求，故以具備全地形高鐵鋪設技術的國家作為宣傳。

## 网购
网购是网络购物的简称，1979年英国人Michael Aldrich发明。最早的网店则是1994年的美国NetMarket公司。此后，1995年亚马逊公司和eBay公司等都开了网店。
中国大陆的网店开始于1999年，以当当网和卓越网（今亚马逊中国）为代表。此后，2003年马云创立了淘宝网；2004年360buy（今京东商城）也开启网上交易平台。中國網購的普及率跟市場處於領先，根据统计，目前中国网购规模全球第一。

## 移动支付
移动支付是指使用具備連網能力的移动设备进行付款的服务。日本電裝工程師原昌宏於1994年發明了QR碼。而全球最早的移动支付设备于1997年在芬兰出现。近場通訊技術由飞利浦半导体（现恩智浦半导体）、諾基亞和索尼共同於2004年研製開發。
中国大陆的移动支付开始于21世纪初，以支付宝和微信支付最为出名。据中国官方媒体统计，中国移动支付普及率为77%

## 共享单车
共享单车指通过网络技术进行租用的无桩停放公共自行车。1965年，公共自行车首次面世于荷兰阿姆斯特丹。
中国大陆的共享单车则起源于2014年的ofo小黄车，后来2015年又有了摩拜单车。
2018年7月，ofo小黄车因智能锁通信服务费的问题，大量共享单车停止服务。不久，ofo小黄车难退押金难事件在各大社交媒体爆出。有人冒充美国公民写英文投诉信给ofo强烈要求ofo立刻退押金，并得到ofo的及时回应。12月17日，出现了大量ofo用户来北京总部退押金。此后几天，网上申请退押金人数破一千万人，总计待退押金大约15亿元。于是ofo陷入退押金挤兑风波。这不但使得共享单车行业濒临破产，而且“共享经济”这个流行词，也逐渐淡出人们的视野。